# Cryptocarya glabriflora
Cryptocarya glabriflora är en lagerväxtart som beskrevs av Van der Werff. Cryptocarya glabriflora ingår i släktet Cryptocarya och familjen lagerväxter. Inga underarter finns listade i Catalogue of Life.